# ライブボール時代
ライブボール時代（ライブボールじだい、Live-ball era）とは、1920年から太平洋戦争開戦の1941年までのメジャーリーグベースボールを指す野球用語である。「ライブボール」とは「よく飛ぶボール」のことを指す。

## ライブボール時代の到来

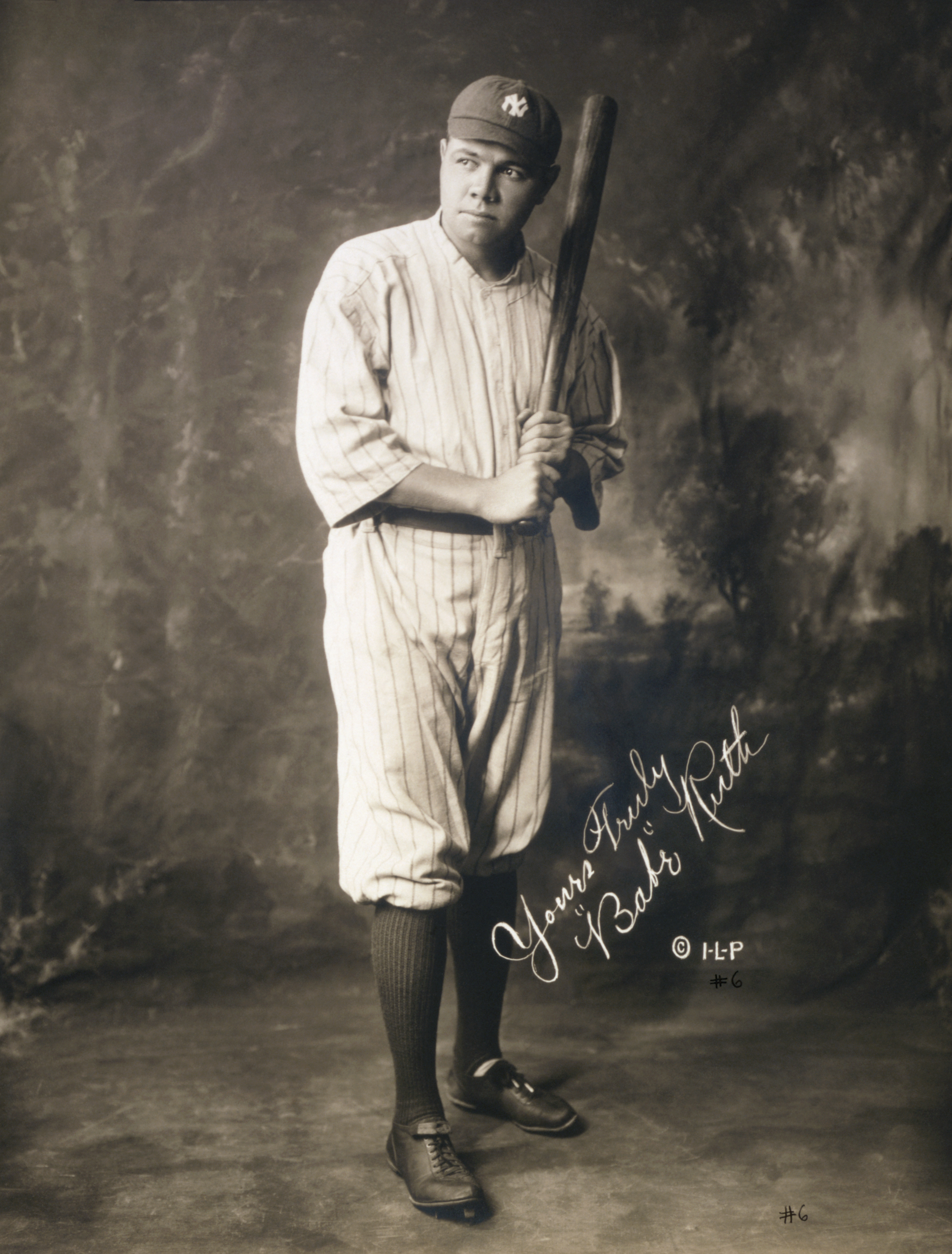
ベーブ・ルースはデッドボールの時代を終わらせた

デッドボール時代は突然終わった。1918年と1921年を比較すると、得点は40%上昇し、本塁打は4倍になった。この劇的な変化が突然起こった原因については野球の歴史を研究する人間の間でも議論があり今も一致した見解がない が、一般的な説明としては以下のものがある。
ボールの変更
おそらく攻撃力を高め、その延長としてチケットの売り上げも高めようという意図のもとで、オーナーたちがより新しい(ときに「ジャックラビット」ボールと呼ばれた)ライブボールが採用されたためだという説。しかしこれはメジャーリーグベースボール機構によって否定されている。ボールの芯を包むための紡ぎ糸(yarn)が変わるのは1920年以前であり、連邦標準局によるテストでも両者の間に物理的な違いはみられない。
スピットボールの禁止
この説はスピットボールが投手の武器でなければ打者が優位に立っていたというものだが、飛ばないボールの時代に猛威を振るったスピットボールは当時も禁止ではあった。
試合球の増加
1920年のシーズン中に起こったレイ・チャップマンへの悲劇的なビーンボールをうけて、ボールは汚れる度に取り替えるというルールが生まれた。試合中いつでもボールが綺麗なままであり、「空中を不規則に動く、後のイニングになると軟らかくなる傾向がある、プレートを通ると見えづらくなる」といったボールに関する不満が選手から聞かれなくなった。
サヨナラ本塁打
1920年、メジャーリーグ機構はフレッド・リーブの提案を採用し、塁上にランナーがいるときのサヨナラホームラン(Game-winning home run)は、勝利に必要ない分の得点も認められることになった。オーナーは故意四球を排除しようとしたが失敗した。ボールが投げられるまで捕手はキャッチャーボックスから出てはならないとするルールに変更する事には成功した。また提訴試合(protested game)で起こったことは何でも試合の記録として残す事が決まった(1910年から1919年まで提訴試合の記録は考慮されなかった）。
ベーブ・ルースの登場
優れた打撃成績を挙げたニューヨーク・ヤンキースのベーブ・ルースが現れて本塁打を量産し、選手が古い打撃法を捨てて、アッパースイングでしっかりと(hard)ボールを打ち込む「フリースイング理論」(free-swinging strategy)を採用するようになったという説。「1918年から1921年にかけての打率の向上が説明できない」という反論がある。この時期にリーグ平均打率は.254から.291に上昇している。
球場の広さ
爆発的な攻撃力の原因を当時の球場のサイズに求める説。この時代の球場面積を正確に把握する事は難しい上、この時期に広さが完全に変わったのかという点で疑問が残り、変化が攻撃側に有利になったのかという疑問点もある。1920年のシーズンにルール変更があった。フェアグラウンドのフェンスを越えたが着地前にファウルになったボールはフェアとなり、打球はファウルではなくホームランとなった。それまでポロ・グラウンズでは何本もの「フックした」ホームランがファウルを宣告されていたのである。
ベーブ・ルースの出現に影響され、多くの40本塁打以上を打てる若い強打者が出現した。ヤンキースのルー・ゲーリッグ、フィルデラフィア・アスレチックスのジミー・フォックス、シカゴ・カブスのハック・ウィルソン、デトロイト・タイガースのハンク・グリーンバーグなどである。
しかし、誰もが本塁打狙いの打撃に変えたわけでは無かった。ジョージ・シスラーは1920年にシーズン最多安打記録257を樹立した。これは2004年にイチローによって262本に更新されるまで80年以上も破られなかった。トリス・スピーカーも成功したデッドボール時代以前の打撃スタイルを維持し続けた。
1910年から1920年までの10年で30勝投手は10人。しかし、ライブボール時代に入ってからはわずか3人だけしか出ていない。1931年のレフティ・グローブ、1934年のディジー・ディーン、1968年のデニー・マクレインのみである。